# Единичный корень
Едини́чный ко́рень (англ. unit root) — понятие, используемое в анализе временных рядов (эконометрика), характеризующее свойство некоторых нестационарных временных рядов. Название связано с тем, что так называемое характеристическое уравнение (или характеристический полином) авторегрессионной модели временного ряда имеет корни, равные по модулю единице. Наличие единичных корней в авторегрегрессионной модели временного ряда эквивалентно понятию интегрированности временного ряда.

## Содержание понятия
Пусть имеется авторегрессионная модель
{\displaystyle y_{t}=\sum _{i=1}^{p}a_{i}y_{t-i}+\varepsilon _{t}}
С помощью оператора лага {\displaystyle L:~Lx_{t}=x_{t-1}} эту модель можно записать следующим образом:
{\displaystyle y_{t}=(\sum _{i=1}^{p}a_{i}L^{i})y_{t}+\varepsilon _{t}~\Rightarrow ~(1-\sum _{i=1}^{p}a_{i}L^{i})y_{t}=a(L)y_{t}=\varepsilon _{t}}
Характеристическим полиномом данной модели называется полином {\displaystyle a(z)=1-\sum _{i=1}^{p}a_{i}z^{i}}. 
Корни этого полинома (корни характеристического уравнения {\displaystyle a(z)=0}) в общем случае являются комплексными числами. Если все корни этого полинома лежат вне единичного круга комплексной плоскости (то есть по модулю строго больше единицы), то авторегрессионный процесс является стационарным. Если имеются корни, равные по модулю единице (теоретически могут быть и меньше единицы, но на практике такие «взрывные» процессы не рассматриваются), то авторегрессионный процесс является нестационарным. Если имеется {\displaystyle k} корней, равных по модулю единице (говорят о процессе с {\displaystyle k} единичными корнями), а остальные корни лежат вне единичного круга, то характеристический полином можно представить в следующем виде
{\displaystyle a(z)=(1-\sum _{i=1}^{p-k}b_{i}z^{i})(1-z)^{k}=b(z)(1-z)^{k}}
следовательно соответствующий полином от оператора лага тоже можно представить аналогичным образом
{\displaystyle a(L)y_{t}=b(L)(1-L)^{k}y_{t}=b(L)\vartriangle ^{k}y_{t}=\varepsilon _{t}}
Поскольку корни полинома {\displaystyle b(z)} по предположению лежат вне единичного круга, то полученная модель описывает стационарный авторегрессионный процесс в новых переменных {\displaystyle \vartriangle ^{k}y_{t}}. Таким образом, мы получаем, что исходный временной ряд нестационарный, а ряд из разностей порядка {\displaystyle k} — стационарный. По определению это означает, что это интегрированный временной ряд порядка {\displaystyle k} — {\displaystyle I(k)}.
Таким образом, авторегрессионный процесс с {\displaystyle k} единичными корнями является интегрированным процессом порядка {\displaystyle k}.

## Тесты на единичные корни
- Тест Дики — Фуллера
- Тест Филипса — Перрона
- Тест Лейбурна
- Тест Шмидта — Филлипса
- Тест Квятковского — Филлипса — Шмидта — Шина (KPSS)
- Тест DF — GLS
- Тест Кохрейна (отношения дисперсий)